# كيتلين رولاند
كيتلين رولاند (بالإنجليزية: Katelyn Rowland)‏ هي لاعبة كرة قدم أمريكية، ولدت في 16 مارس 1994 في والنوت كريك في الولايات المتحدة. شاركت مع منتخب الولايات المتحدة تحت 20 سنة للسيدات لكرة القدم. أما مع النوادي، فقد لعبت مع نادي كانساس سيتي ونورث كارولاينا كوريج ووسترن نيويورك فلاش.

## وصلات خارجية
- كيتلين رولاند على موقع الاتحاد الدولي (مؤرشف)  (الإنجليزية)
- كيتلين رولاند على موقع قاعدة بيانات كرة القدم.إي يو (الإنجليزية)
- كيتلين رولاند على موقع Soccerway.com (الإنجليزية)